# Reshmeh
Reshmeh (persiska: رشمه) är en ort i Iran.   Den ligger i provinsen Semnan, i den centrala delen av landet, 110 km sydost om huvudstaden Teheran. Reshmeh ligger 836 meter över havet och antalet invånare är 189.
Terrängen runt Reshmeh är platt, och sluttar söderut.Runt Reshmeh är det glesbefolkat, med 9 invånare per kvadratkilometer. Trakten runt Reshmeh består till största delen av jordbruksmark.